# Dzbądz
Dzbądz [pronunciación en polaco: /d͡zbɔnt͡s/] es un pueblo en el distrito administrativo de Gmina Różan, dentro del Distrito de Maków, Voivodato de Mazovia, en el centro-este de Polonia. Se encuentra aproximadamente 5 kilómetros al sudeste de Różan, 23 kilómetros al este de Maków Mazowiecki, y 77 kilómetros al noreste de Varsovia.